# Oriocourt
Oriocourt je francouzská obec v departementu Moselle v regionu Grand Est. V roce 2014 zde žilo 58 obyvatel.

## Poloha
Sousední obce jsou: Donjeux, Fresnes-en-Saulnois, Jallaucourt, Laneuveville-en-Saulnois a Lemoncourt.

## Doprava
Při severovýchodním okraji katastru prochází silnice D955 a v jihozápadní části silnice D21. Obě tyto silnice spojuje místní komunikace, která vede přes osídlenou část.

## Vývoj počtu obyvatel
Počet obyvatel